# Aneby község
Aneby község (svédül: Aneby kommun) Svédország 290 községének egyike. Jönköping megyében található, székhelye Aneby.
A mai község 1967-ben jött létre.

## Települések
A község települései:
| Település      | Népesség | Megjegyzés         |
| -------------- | -------- | ------------------ |
| Aneby          | 3374     | a község székhelye |
| Frinnaryd      | 225      |                    |
| Sundhultsbrunn | 314      |                    |

### Külső hivatkozások
- Hivatalos honlap (svéd)